# Église de la Mère-de-Dieu de Sredska
Pour les articles homonymes, voir Église de la Mère-de-Dieu.
Léglise de la Mère-de-Dieu de Sredska (en serbe cyrillique : Црква Свете Богородице ; en serbe latin : Crkva Svete Bogorodice) est une église orthodoxe serbe située à Sredska/Sredskë, au Kosovo, dans la commune/municipalité de Prizren/Prizren. Elle a été construite en 1646-1647. Elle dépend de l'éparchie de Ras-Prizren et est inscrite sur la liste des monuments culturels d'importance exceptionnelle de la république de Serbie.

## Présentation
L'église de la Mère-de-Dieu est située au hameau de Pejčići, sur le territoire du village de Sredska/Sredskë. Construite en 1646-1647, elle est la plus récente des églises de la paroisse. Dans la seconde moitié du XIXe siècle, l'édifice a été orné d'un porche carré et surmonté d'un clocher en bois. 
Elle est constituée d'une nef unique, avec une voûte en berceau prolongée par une abside à trois pans peu profonds. 
L'église abrite des fresques bien préservées représentant divers personnages en pied, ainsi que des bustes de saints peints dans des médaillons. On y trouve aussi des peintures disposées dans deux bandeaux représentant des scènes de la Passion du Christ et les grandes fêtes du christianisme. Le jeu de couleurs employé pour ces peintures est plutôt réduit et les fresques possèdent une valeur essentiellement illustrative.